# Operazione Zeppelin (1942–1945)

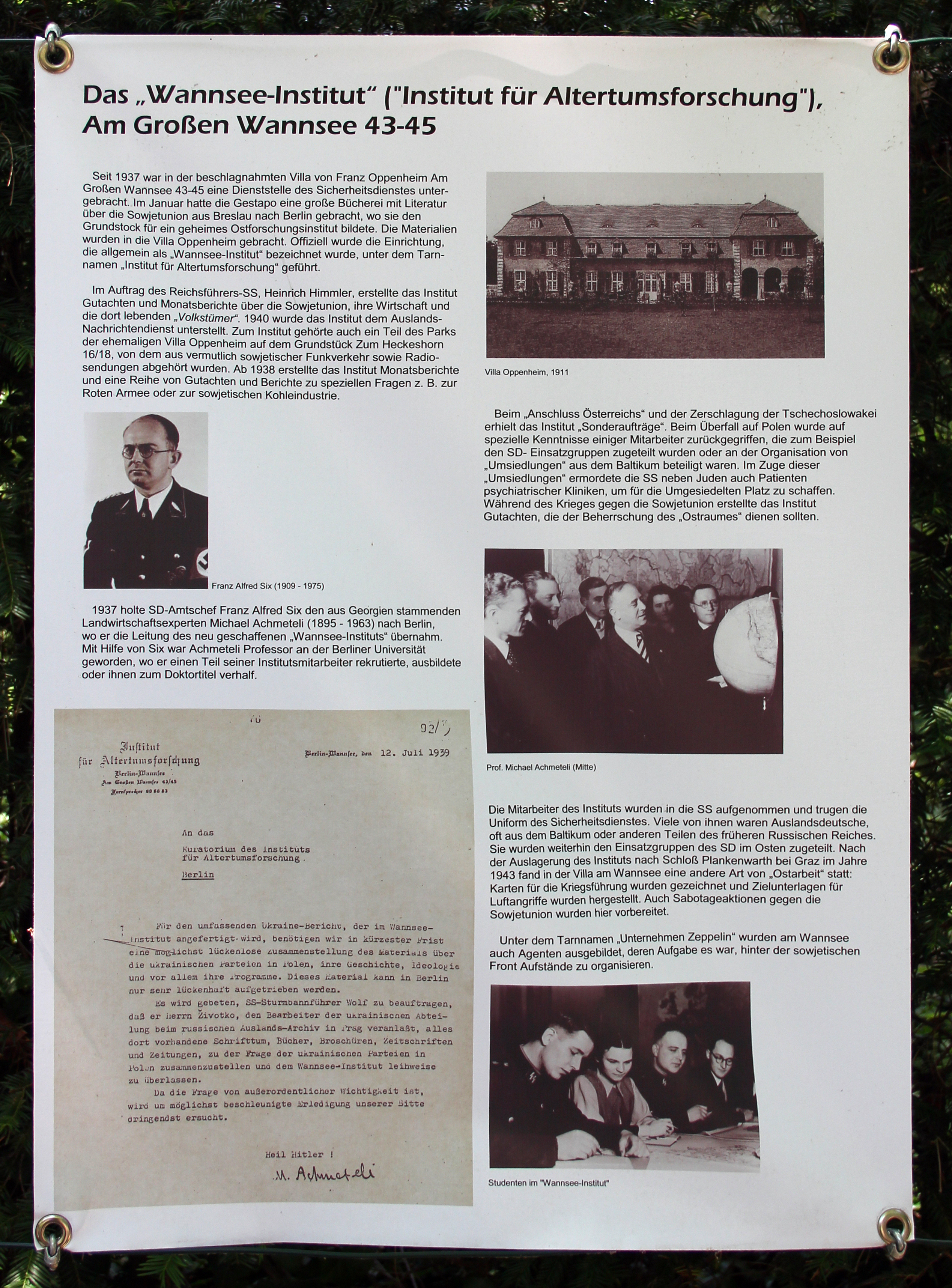
Il foglio che descrive l'operazione militare

L'Operazione Zeppelin (in tedesco Unternehmen Zeppelin) fu un piano segreto tedesco per reclutare prigionieri di guerra sovietici destinati a operazioni di spionaggio e sabotaggio dietro le linee del fronte russo durante la seconda guerra mondiale. 
Attiva dalla metà del 1942 fino alla fine della guerra, l'operazione inizialmente prevedeva l'invio di un gran numero di agenti nella Russia sovietica per raccogliere informazioni militari e contrastare le attività di sabotaggio dei partigiani sovietici. A tal fine, i tedeschi reclutarono migliaia di prigionieri di guerra sovietici e li addestrarono in campi speciali. Tuttavia, questo approccio fu abbandonato in favore di operazioni mirate a causa della mancanza di reclute sovietiche affidabili e della scarsità di risorse strategiche necessarie, come il carburante per gli aerei. L'operazione Zeppelin fu particolarmente importante sul fronte orientale, ma le sue missioni più ambiziose produssero comunque scarsi risultati: ebbe un certo successo nel Caucaso, dove le popolazioni locali aspiravano all'indipendenza dall'Unione Sovietica, ma altre missioni, come il sabotaggio delle centrali elettriche vicino a Mosca o il complotto per assassinare Stalin, furono abbandonate o fallirono; particolarmente significativa fu la diserzione della SD-Druzhina Brigade nell'agosto 1943.

## Origine
L'operazione ebbe origine da piccole unità mobili (Aussenkommando) incaricate di interrogare i numerosi prigionieri di guerra sovietici catturati durante l'Operazione Barbarossa. Alcuni prigionieri, in particolare quelli che avevano perso i propri cari a causa delle repressioni sovietiche o che non erano di etnia russa, mostrarono disponibilità a collaborare con le forze tedesche. L'idea di un'operazione più ampia che andasse oltre la raccolta di informazioni militari emerse come iniziativa "dal basso" e fu sottoposta all'attenzione di Reinhard Heydrich e Heinrich Himmler. L'operazione si concretizzò nell'estate del 1942, nonostante un precedente accordo del marzo 1942 avesse definito lo spionaggio straniero come una funzione specifica dell'Abwehr. L'operazione Zeppelin mirava a colmare la carenza di informazioni sull'Unione Sovietica (le prestazioni dell'Abwehr erano considerate insoddisfacenti) e creare un contrappeso alle crescenti attività partigiane sovietiche.

## Reclutamento
Le forze tedesche non incontrarono difficoltà nel reperire reclute, poiché i prigionieri, trovandosi in condizioni di fame e disperazione, percepivano l'Operazione Zeppelin come un'opportunità di sopravvivenza. Tuttavia, i tedeschi ebbero difficoltà a trovare reclute qualificate: l'intenzione era di reclutare anticomunisti istruiti, ma si constatò che le repressioni sovietiche avevano lasciato prevalentemente anticomunisti analfabeti. I prigionieri selezionati venivano inviati in campi di addestramento speciali per imparare le tecniche di sabotaggio, di sovversione, le trasmissioni radio, ecc. La loro formazione ideologica si concentrava sullo sfruttamento dell'odio verso il "giudaismo-bolscevismo". Le forze tedesche fomentarono anche le aspirazioni indipendentiste delle popolazioni del Caucaso e dell'Asia centrale. I prigionieri con convinzioni politiche contrastanti, come ad esempio i nazionalisti ucraini e i nazionalisti russi dell'Esercito russo di liberazione, erano tenuti separati. Le reclute indossavano uniformi tedesche e le loro condizioni di vita erano paragonabili a quelle dei soldati tedeschi. Le reclute ritenute non idonee venivano destinate ai campi di sterminio. Altri agenti Zeppelin furono giustiziati al loro ritorno dopo il completamento delle loro missioni. Walter Schellenberg, capo dei servizi segreti esteri, fu condannato a sei anni di prigione nel processo ai ministri del dopoguerra per non aver impedito tali esecuzioni.
Prima del 1944, la formazione durava da un minimo di due o tre settimane a tre mesi: l'enfasi era posta sulla quantità piuttosto che sulla qualità. A causa della carenza di aerei, si verificarono notevoli ritardi nello schieramento in loco. Gli agenti inattivi tendevano a indulgere nel consumo di alcolici, a contrarre malattie veneree e a rimettere in discussione la propria fedeltà. Le reclute Zeppelin, avendo assistito alle atrocità tedesche e ascoltato la propaganda sull'Untermensch, erano scarsamente motivate, il che portò a un elevato tasso di missioni fallite e a frequenti defezioni. In numerosi casi, gli agenti Zeppelin si arresero allo NKVD e collaborarono nella lotta contro le forze tedesche. Le fonti sovietiche riportano la conversione di oltre 80 agenti radio catturati, pari a quasi il 13% del totale. Inoltre, l'entusiasmo dei prigionieri di guerra per la collaborazione andò scemando dopo la sconfitta tedesca nella battaglia di Stalingrado.
Di conseguenza, i tedeschi furono costretti ad abbandonare l'approccio basato sulla "quantità piuttosto che sulla qualità" e a divenire più selettivi. La selezione ricadde sui prigionieri russi che avevano commesso reati imperdonabili, quali la diserzione o atrocità contro civili sovietici, che avrebbero precluso loro la possibilità di arrendersi alle autorità sovietiche. Nel gennaio 1944, in occasione di una conferenza tenutasi a Breslavia, Schellenberg ordinò l'assegnazione di agenti tedeschi ai gruppi russi per garantirne un adeguato controllo e supervisione. Alla fine del 1944 e all'inizio del 1945, l'operazione Zeppelin incontrò notevoli difficoltà nel trovare agenti russi affidabili tanto che si decise di ricorrere a Volksdeutsche di lingua russa. A partire dalla metà del 1943, l'operazione Zeppelin supportò e mantenne anche i contatti con i gruppi filotedeschi rimasti dietro le linee sovietiche a causa dell'avanzata dell'Armata Rossa: ad esempio, nell'estate del 1944, l'Operazione Zeppelin stabilì contatti con le truppe della SS Sturmbrigade "RONA" nei pressi di Bryansk.

## Struttura organizzativa
L'Operazione Zeppelin era inquadrata nella Sezione C dell'Amt VI (servizi segreti esteri) del Reichssicherheitshauptamt (RSHA). Sotto la guida di Heinz Gräfe, a metà del 1943 l'operazione divenne un ufficio autonomo della Sezione C. Nelle sue funzioni di raccolta di informazioni, l'Operazione Zeppelin duplicava le competenze dell'Abwehr, l'intelligence militare tedesca, e del Fremde Heere Ost (FHO), dipartimento dell'Oberkommando des Heeres. Mentre le relazioni con lo FHO erano regolari, quelle con l'Abwehr risultavano conflittuali. Questa situazione era una delle manifestazioni della continua rivalità tra il Sicherheitsdienst (SD, l'agenzia di intelligence delle SS e del Partito Nazista) e l'Abwehr. All'interno dello RSHA, l'Operazione Zeppelin soffriva della rivalità tra l'Amt IV (la Gestapo) e l'Amt VI. Verso la fine del conflitto, furono intrapresi anche dei tentativi per stabilire una collaborazione tra l'Operazione Zeppelin e l'Esercito russo di liberazione.
Il personale, relativamente ridotto, della sede centrale di Wannsee era composto principalmente da accademici provenienti da vari istituti di Ostforschung ("ricerca sull'Est"). A supporto dell'Operazione, nel settembre 1942 Himmler ordinò la fondazione dell'Istituto Havel (Havelinstitut) a Wannsee. Questo centro era destinato a gestire le comunicazioni con gli agenti dispiegati e a servire da struttura di addestramento per operatori radio. Le informazioni raccolte dagli agenti Zeppelin venivano trasmesse ad altri dipartimenti della Sezione C per essere elaborate e valutate. Solo nell'estate del 1944 il quartier generale Zeppelin assunse le responsabilità di compilazione e valutazione delle informazioni di intelligence raccolte. Verso la fine del conflitto, l'Operazione Zeppelin, insieme al resto della Sezione C, fu evacuata sulle Alpi bavaresi.
Sul campo, gli agenti venivano assegnati alle Einsatzgruppen. A partire dalla primavera del 1943, gli agenti furono divisi in tre Hauptkommandos, ciascuno assegnato a un gruppo d'armate (Heeresgruppe Nord, Heeresgruppe Mitte e Heeresgruppe Süd), i quali riferivano direttamente al quartier generale Zeppelin. L'Hauptkommando Nord aveva sede a Pskov. L'Hauptkommando Sud, subì continui spostamenti a causa dell'avanzata dell'Armata Rossa, da Berdiansk a Voznesensk, da Odessa a Przemyśl, fino in Ungheria, dove necessitò di una riorganizzazione. L'esistenza dell'Hauptkommando Mitte è ancora oggetto di dibattito tra le fonti tedesche e russe; è possibile che il gruppo abbia reclutato e addestrato i prigionieri, ma che non abbia mai schierato appieno gli agenti.

### Unità militari ausiliarie
Gli Hauptkommando disponevano di unità militari ausiliarie, nelle quali le reclute prestavano servizio in attesa di essere paracadutate dietro le linee sovietiche. Ciò costituiva anche un metodo per le forze tedesche di valutare l'affidabilità e la preparazione delle reclute. L'Hauptkommando Sud aveva due compagnie ausiliarie: un'unità di 200 uomini composta principalmente da georgiani e un'unità di 350 uomini provenienti dall'Asia centrale. Quest'ultima era impiegata per sorvegliare il campo e il quartier generale dell'Hauptkommando, ma non acquisì mai un'importanza significativa.
La più numerosa di queste unità ausiliarie era assegnata all'Hauptkommando Nord. Tra la fine del 1941 e l'inizio del 1942, un gruppo militare sotto il comando di Vladimir Gil (nome in codice Rodionov) si costituì nello Stalag I-F a Suwałki. Si trattava di un'unità delle dimensioni di un battaglione inizialmente di stanza vicino a Pskov. Una seconda unità di questo tipo fu creata alla fine del 1942 nello Stalag 319 vicino a Chełm. Le due unità furono fuse nel marzo 1943 per formare la SD-Druzhina Brigade. Furono trasferite vicino a Hlybokaye in Bielorussia per partecipare a operazioni anti-partigiane, tra cui l'Operazione Cottbus nel maggio-giugno 1943. Erano previsti piani per incorporare la SD-Druzhina nell'Esercito russo di liberazione. Tuttavia, il 13 agosto 1943, Gil e la sua brigata di circa 2 500 uomini, uccisero approssimativamente 90 ufficiali di collegamento tedeschi e disertarono in favore della parte sovietica (secondo altre fonti, i disertori erano solo 400 uomini del 1° Battaglione della brigata). I disertori formarono quindi la 1ª Brigata Antifascista per combattere contro i tedeschi e fu distrutta nell'aprile 1944 durante l'operazione antipartigiana Frühlingsfest.

### Campi
Il maggiore campo di addestramento dell'Operazione Zeppelin (SS Sonderlager Sandberge) era situato a Sandberge, a circa 1,5 km dalla stazione ferroviaria di Breitenmarkt. Al suo apice, ospitava approssimativamente 2 000 agenti e fu evacuato a Teplá alla fine del 1944. Il campo di addestramento principale dell'Hauptkommando Nord era situato a Pskov. L'Hauptkommando Mitte disponeva di campi a Jabłoń (subordinato al campo di concentramento di Majdanek e distrutto nel 1942) e Kolín (istituito verso la fine del 1944). Altri campi raggruppavano le reclute in base alla nazionalità: ad esempio, il campo di Legionowo ospitava le popolazioni turcofone in seguito inviate alla Legione Turchestana. L'Operazione Zeppelin disponeva anche di sezioni all'interno dei campi principali: nel 1942 contava due caserme all'interno del campo di concentramento di Buchenwald e fu presente nel campo di concentramento di Auschwitz fino all'inizio del 1944. Probabilmente, tali sezioni fungevano da centri di reclutamento.
I campi speciali, Sonderlager "T" e "L", erano situati a Breslavia (evacuati a Blamau nel Reichsgau Niederdonau all'inizio del 1944). Nel Sonderlager "T", gli scienziati e i tecnici russi conducevano le ricerche sulle tecnologie suscettibili di essere incorporate nelle armi, e preparavano i piani di missione che richiedevano delle competenze tecniche come la conoscenza delle infrastrutture petrolifere russe. Nel Sonderlager "L", circa 200 scienziati compilarono statistiche, grafici e mappe della Russia sovietica; produssero rapporti di particolare valore rimasti nascosti fino alla primavera del 1945 nella speranza di offrirli alle forze britanniche o statunitensi. Questo aspetto può essere considerato il maggiore successo dell'Operazione Zeppelin.

## Missioni
Le missioni ebbero inizio nel giugno 1942. I gruppi erano composti da quattro o cinque uomini, compreso un operatore radio; alcuni venivano paracadutati dietro le linee del fronte, mentre altri entravano via terra. Agli agenti venivano forniti documenti d'identità falsi e ingenti somme di denaro contante. Ai gruppi venivano assegnati vari compiti di spionaggio, tra cui manovre diversive, sabotaggio, infiltrazione, diffusione di propaganda, istigazione alla resistenza, ecc. In breve tempo, le forze tedesche radunarono tra le 10 000 e le 15 000 reclute nei campi di addestramento, con 2 000 o 3 000 di esse pronte per essere dispiegate. Si stima che tra il 1942 e il 1944 ogni giorno fossero attivi quotidianamente tra i 500 e gli 800 agenti Zeppelin all'interno della Russia sovietica. Tuttavia, altre fonti indicano che l'Operazione Zeppelin e l'Abwehr non riuscirono a paracadutare più di 1 750-2 000 agenti in totale.
A causa dell'insurrezione in Cecenia, un obiettivo particolarmente frequente erano le regioni della Ciscaucasia e della Transcaucasia, dove nel corso della guerra l'Operazione Schamil dello Zeppelin e dell'Abwehr paracadutò oltre 50 gruppi diversivi. Tuttavia, i risultati furono scarsi. Numerosi gruppi furono catturati o annientati immediatamente dopo l'atterraggio, oppure accettarono di collaborare con le autorità sovietiche. L'Amt VI non disponeva di mezzi per verificare le informazioni ricevute, risultando pertanto altamente suscettibile alla disinformazione diffusa dalle forze di sicurezza sovietiche. È importante notare, tuttavia, che gran parte delle informazioni sulle attività e sul destino degli agenti Zeppelin proviene da fonti russe, le quali tendono a enfatizzare la diligenza e l'efficacia dello NKVD e delle altre agenzie di sicurezza. Uno dei successi più significativi fu il sabotaggio della stazione ferroviaria di Finlandia durante l'assedio di Leningrado. A causa dello scarso successo e della diminuzione delle risorse, tra cui la carenza di carburante per aerei e di apparecchiature radio, i tedeschi dovettero abbandonare l'idea di un dispiegamento massiccio di sabotatori e tornare all'obiettivo primario di raccolta di informazioni entro marzo 1943.

### Raccolta di informazioni
L'Operazione Zeppelin conseguì alcuni successi nella raccolta di informazioni. Ad esempio, una squadra composta da tre membri si infiltrò nel Commissariato del Popolo sovietico dei Trasporti e riuscì a inviare alcuni rapporti sui movimenti dell'Armata Rossa. Altri agenti inviarono dei rapporti sui movimenti ferroviari da Samara e Vladivostok. Un agente solitario operava nello staff del maresciallo Konstantin Rokossovskij, ideatore dell'Operazione Bagration. Nell'ottobre 1944, l'Operazione Zeppelin manteneva ancora 15 squadre operative dietro le linee sovietiche. Tuttavia, come testimoniato da un ufficiale Zeppelin nel dopoguerra, la maggior parte delle informazioni fu raccolta attraverso gli interrogatori dei prigionieri di guerra sovietici.
La missione di maggior successo in Transcaucasia fu l'Operazione Mainz, che coinvolse degli emigrati georgiani che speravano di restaurare la Repubblica Democratica di Georgia. Mikheil Kedia, capo dell'ufficio georgiano presso lo Zeppelin nel 1942-1943, contattò le forze tedesche con un piano per sfruttare il confine aperto tra la Turchia e la Russia sovietica nei pressi di Batumi. Due squadre di georgiani furono infiltrate clandestinamente oltre il confine. Si misero in contatto con la resistenza antisovietica locale e stabilirono uno scambio di armi e materiale utile per i sabotaggi in cambio di informazioni. L'operazione fu intrapresa con il tacito supporto dei servizi segreti turchi. Nella primavera del 1944, l'Operazione Zeppelin ampliò le proprie attività con l'impiego di altre cinque squadre in Georgia. Tuttavia, contestualmente, divenne quasi impossibile mantenere i contatti poiché la Turchia, sotto la crescente pressione degli Alleati, interruppe le relazioni con la Germania nell'agosto 1944 e nell'ottobre 1944 le potenze dell'Asse si ritirarono dalla Grecia.

### Altre missioni
Il comandante sovietico Ivan Bessonov fu scelto come capo di un piano (Operazione GULAG) per paracadutare dei sabotatori in Siberia, liberare i sia i prigionieri dei gulag che i prigionieri di guerra tedeschi, e stabilire un movimento di resistenza antisovietico. Nell'ottobre 1942 a Breslavia fu istituito un campo speciale per l'addestramento di 200 individui e 60 operatori radio. All'inizio del 1943 fu trasferito a Linsdorf. Tuttavia, solo tre gruppi furono impiegati nella RSSA dei Komi: 12 persone il 2 giugno 1943, 40 persone nei pressi di Syktyvkar alla fine del 1943 e 7 persone nel giugno 1944. Tutti questi gruppi furono rapidamente neutralizzati dallo NKVD. Lo stesso Bessonov fu arrestato e deportato nel campo di concentramento di Sachsenhausen a giugno 1943.
Nell'estate del 1943, Otto Skorzeny fu incaricato di guidare l'Operazione Ulm. Il piano prevedeva di paracadutare degli agenti sugli Urali affinché sabotassero l'industria siderurgica sovietica a Magnitogorsk e Chelyabinsk. I piani iniziali furono successivamente modificati per mirare alla rete elettrica. L'Operazione Zeppelin fornì il personale e gli agenti selezionati iniziarono l'addestramento, ma i ritardi causati dalla mancanza di aerei a lungo raggio adeguati comportarono la perdita dei siti di lancio per l'avanzata dell'Armata Rossa (e il conseguente aumento della distanza che gli aerei avrebbero dovuto coprire). Solo un piccolo gruppo fu inviato a Vologda contro degli obiettivi alternativi. L'Operazione Ulm si trasformò quindi nell'Operazione Eisenhammer, il piano della Luftwaffe volto a bombardare le centrali elettriche vicino a Mosca. Tuttavia, data l'esistenza di altre necessità più urgenti, l'Operazione Eisenhammer fu cancellata.

### Complotto per assassinare Stalin
La missione più nota intrapresa dall'Operazione Zeppelin fu un elaborato complotto per assassinare Stalin a Mosca, sebbene i dettagli degli eventi varino a causa delle ripetute modifiche delle fonti russe.
Nel maggio 1942, un ufficiale russo di nome Shilo (o Politov o Polikov) disertò unendosi alle forze tedesche. Si vantava delle sue medaglie sovietiche e dei suoi legami con l'alto comando russo (Stavka). L'agente russo assunse il nome di Pyotr Ivanovich Tavrin, si finse un maggiore russo ferito e seguì un addestramento intensivo. Il piano prevedeva di trasportare Tavrin e sua moglie, l'operatrice radio Lidia Yakovlevna Shilova, in un aeroporto nella regione di Mosca. Da lì, avrebbero proseguito verso Mosca per assassinare Stalin o altri alti funzionari sovietici, probabilmente il 25 ottobre, nell'anniversario della Rivoluzione d'ottobre.
Nella notte tra il 3 e il 4 settembre 1944, un aereo da trasporto Arado Ar 232 B decollò da Riga, pilotato da un equipaggio della Luftwaffe Kampfgeschwader 200. Fu colpito dal fuoco antiaereo sovietico e precipitò vicino a Smolensk. I servizi segreti russi vennero a conoscenza dei piani e attesero l'aereo nel luogo previsto per l'atterraggio. Tavrin e sua moglie si diressero verso Mosca a bordo di una motocicletta sidecar russa Dnepr M-72. Furono fermati da una pattuglia e arrestati, traditi dall'aspetto sospettosamente asciutto in una notte piovosa. Anche l'equipaggio dell'aereo fu arrestato e giustiziato nell'agosto 1945. Tavrin e sua moglie, che le autorità sovietiche speravano di sfruttare contro le forze tedesche, furono giustiziati rispettivamente nel marzo e nell'aprile 1952.

## Comandanti
Al comando dell'Operazione Zeppelin furono:
- Sturmbannführer Johannes Kleinert, primavera 1942 - estate 1942;
- Obersturmbannführer Rudolf Oebsger-Röder, estate 1942 - primavera 1943;[9]
- Standartenführer Heinz Gräfe, primavera 1943 - estate 1943;
- Sturmbannführer Erich Hengelhaupt, estate 1943 - settembre 1944;
- Standartenführer Karl Tschierschky, settembre 1944 - novembre 1944;
- Standartenführer Walter H. Rapp, novembre 1944 - aprile 1945.